# Sediário
Sediário (do latim sediarius: ministro da sede, de sedis: cadeira, trono) é o membro da Corte Pontifícia responsável por sustentar, em cortejo solene, as varas da Sede Gestatória, sobre a qual se senta o papa reinante. Conforme a tradição pontifícia, os sediários portam opas e Libré  de brocado vermelho.
Em italiano há confusão entre o termo sediário e palafreneiro.